# Германикия
Германикия (на латински: Germanicia, на гръцки: Γερμανίκεια, на турски: Kahramanmaraş или Maraş; на кюрдски: Merasch или Gurgum; днес Кахраманмараш, 384 953 жители през 2009 г.) е древен град в югоизточната част на Анатолия в Югоизточна Турция и на около 100 km северно от сирийската граница и около 150 km източно-североизточно от град Адана.
През XII век пр.н.е. градът носи името Maras (Marqas) и е столица на новохетското царство Гургум.
През VIII век пр.н.е. е завладян от асирийците и му дават името Markasi.
По времето на римския император Калигула получава името Germanicia Caesarea. Византийците го наричат Germanikeia, a кръстоносците – Sebastia.
В него е роден ок. 675 или 680 г. източноримския император Лъв III.